# Grootvadersbosch Nature Reserve
Das Grootvadersbosch Naturschutzgebiet liegt in der Overbergregion in den Langeberg Mountains, zwischen den Städten Swellendam und Heidelberg und beinhaltet mit 250 Hektar Fläche den größten zusammenhängenden Wald im Westkap. Es ist Teil des 14.000 Hektar großen Boosmansbos Wilderness Areals.

## Geschichte
Das Gebiet, auf dem sich der Wald befindet, wurde ursprünglich Melkhoutskraal genannt und war 1723 im Besitz von Roelof Oelofse. Dieser Einsiedler war bekannt als der „Groot Vader“, die nachfolgenden Besitzer übernahmen diesen Titel. Der angrenzende Boosmansbos Wildnisbereich wurde 1978 proklamiert und das Grootvaderbosch Naturschutzgebiet wurde 1986 darin integriert. Seit 2004 gehört das komplette Gebiet als Teil der Cape Floral zum UNESCO-Weltnaturerbe.

## Klima / Geologie
Die durchschnittliche jährliche Niederschlagsmenge im Boosmansbos beträgt 1050 Millimeter. Trockene Perioden gibt es von Mai – Juli und Dezember – Januar. Der Grootberg ist mit 1637 m der höchste Berg im Boosmansbos. Einige Flüsse entspringen hier, z..B.: der Duiwenhoks Fluss und der Noukrans Fluss.

## Flora
Neben den 35 Baumarten gibt es eine Vielzahl von Proteen, Bergfynbos und Erica. Eine Auswahl der gefundenen Arten: Erica barrydalensis, Erica blenna, Erica langebergensis, Leucadendron album, Leucadendron radiatum, Leucadendron eucalyptifolium, Leucadendron radiatum, Mimetes cucullatus, Mimetes splendidus, Protea aristata, Protea grandiceps, Protea aurea aurea, Protea grandiceps, Spatalla colorata, Spatalla nubicola, Spatalla colorata, Spatalla nubicola.

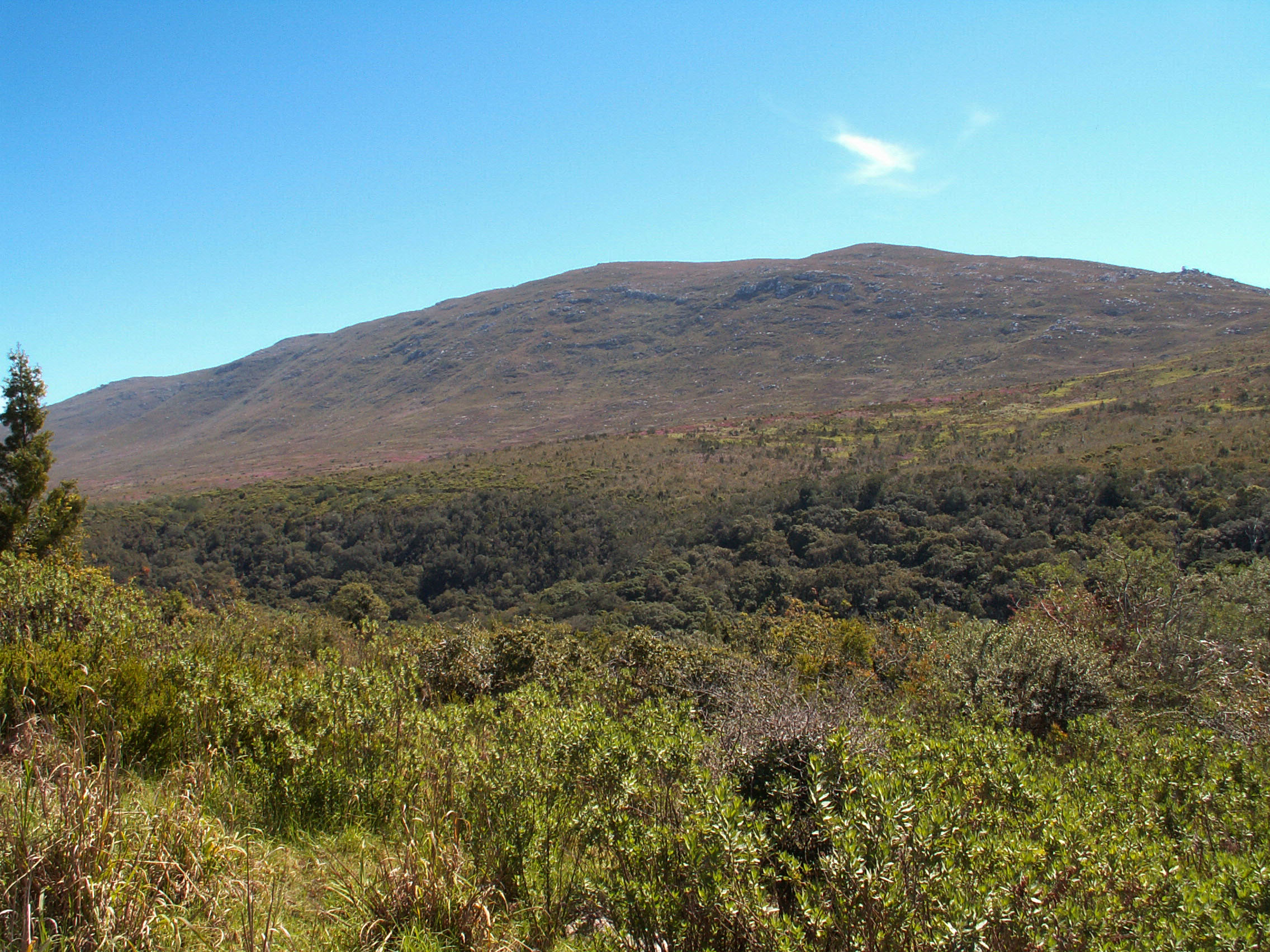
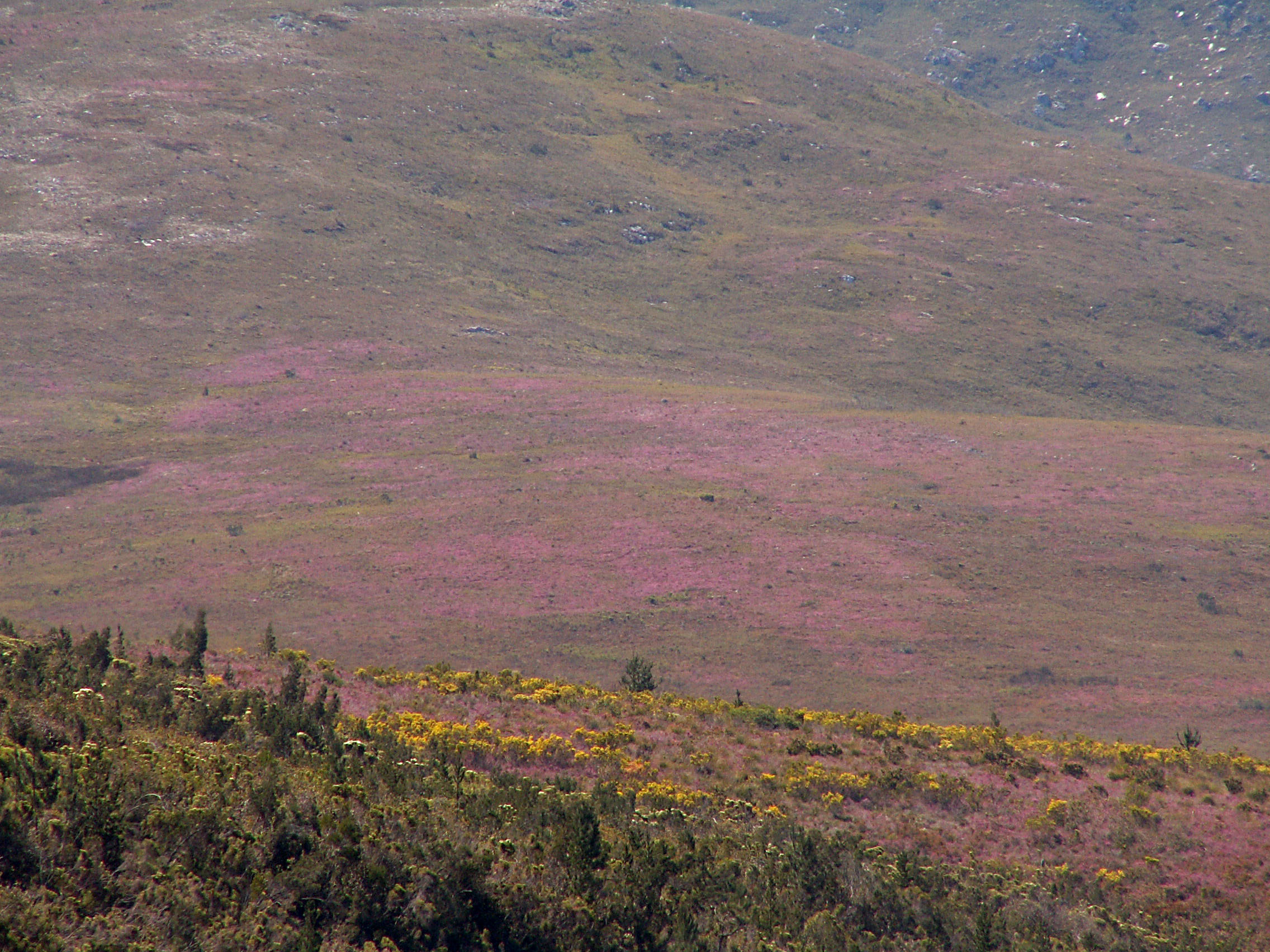
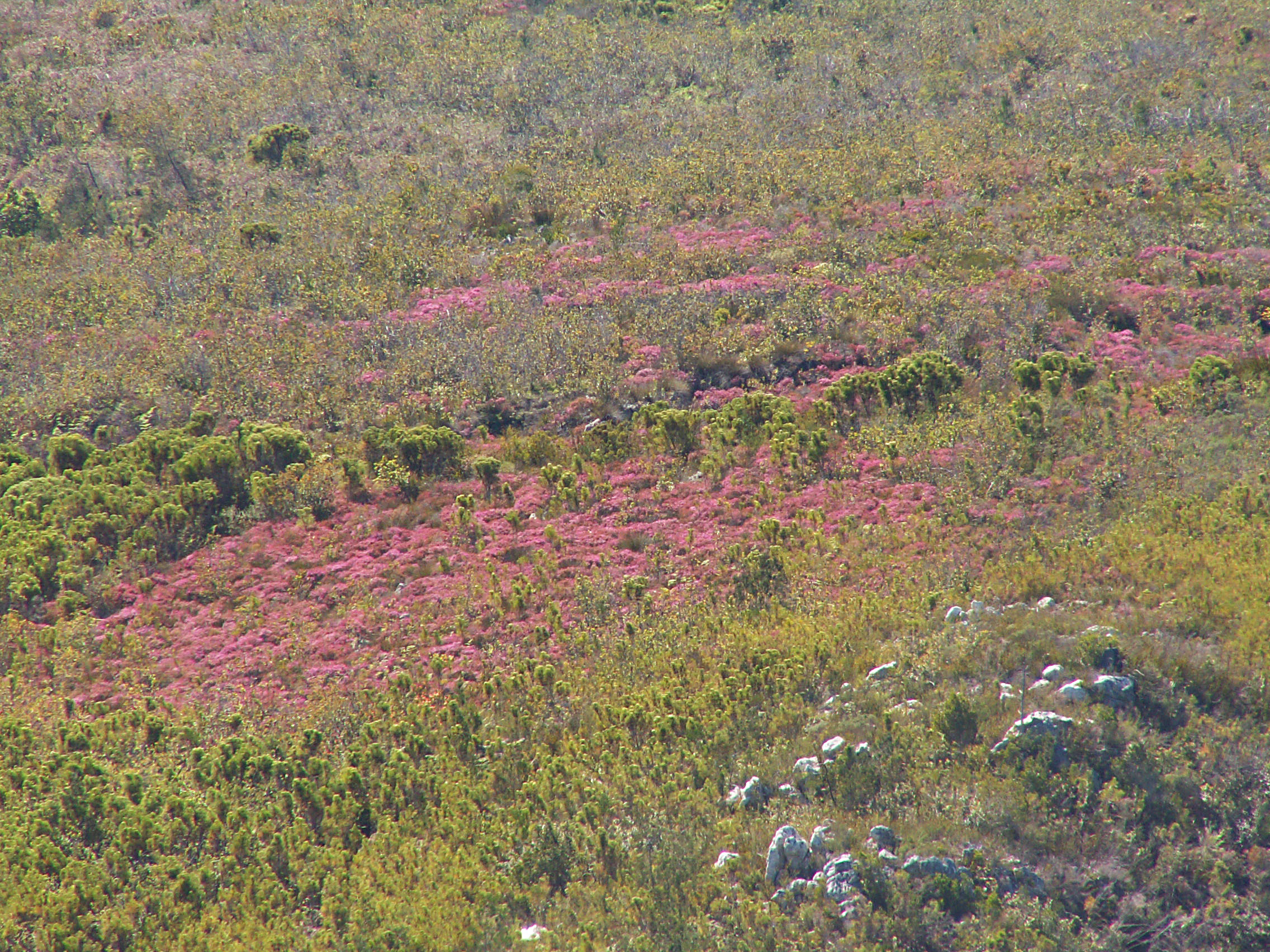